# Mathematische Schülerbücherei
Die Mathematische Schülerbücherei (MSB) ist eine Buchreihe, die zwischen 1965 und 1990 in verschiedenen Verlagen der DDR erschien.
Die beteiligten Verlage waren der Deutsche Verlag der Wissenschaften (DVW), Berlin, der B. G. Teubner Verlag, Leipzig, der Volk und Wissen Verlag, Berlin, der Urania Verlag Leipzig, Jena, Berlin und der Kinderbuchverlag Berlin. Koordiniert wurde die Arbeit an der MSB von einer „Arbeitsgemeinschaft Mathematische Schülerbücherei der Zentralen Kommission für Mathematik“ beim Ministerium für Volksbildung der DDR. Vorsitzender war Ernst Hameister.
Ziel der Reihe war die Vermittlung mathematischen Wissens an Schüler, Lehrlinge, Studenten und andere Interessenten. Dabei wurden sowohl allgemeine mathematische Grundlagen als auch spezielle mathematische Teilbereiche behandelt. Neben Büchern deutschsprachiger Autoren wurden auch Übersetzungen aus Fremdsprachen wie dem Russischen, Tschechischen, Ungarischen, Polnischen und Rumänischen aufgenommen.
Einige der Titel erschienen auch in anderen Buchreihen, so in der Kleinen Ergänzungsreihe der Hochschulbücher für Mathematik (DVW), in der Reihe Mein kleines Lexikon (Kinderbuchverlag), in der Reihe Mathematik der Kleinen naturwissenschaftlichen Bibliothek (Teubner) und in der Akzent-Reihe (Urania). Manche Titel erschienen bereits früher und wurden erst in einer späteren Auflage in die MSB aufgenommen.
Lizenzausgaben einiger Titel erschienen im Verlag Harri Deutsch, Frankfurt am Main, im Aulis Verlag, Köln, und im Vieweg Verlag, Braunschweig.

## Titel der Mathematischen Schülerbücherei
Erklärungen:
Jahr: Angabe des Jahres der ersten Auflage im Rahmen der MSB. Wenn der Titel bereits früher erschienen ist, wird die Auflage angegeben, ab der der Titel in die MSB aufgenommen wurde sowie das Jahr der 1. Auflage.
Bemerkungen: Es wird die Reihe angegeben, in der der Titel ebenfalls erschienen ist. Außerdem wird eine verfügbare ISBN (evtl. mit Auflage und Jahr) angegeben.
Die Nummern 111 und 132 wurden nicht vergeben.
| Nr. | Autor                                                      | Titel | Verlag                 | Jahr                            | Bemerkungen                                                                   |
| --- | ---------------------------------------------------------- | --- | ---------------------- | ------------------------------- | ----------------------------------------------------------------------------- |
| 1   | Pawel S. Alexandrow                                        | Einführung in die Gruppentheorie                                                                                             | DVW                    | 1967 (6. Aufl., 1. Aufl. 1954)  | Hochschulbücher für Mathematik, Kleine Ergänzungsreihe, 2                     |
| 2   | Maria Hasse                                                | Grundbegriffe der Mengenlehre und Logik                                                                                      | Teubner                | 1966                            | ISBN 3-322-00380-9 (10. Aufl., 1989)                                          |
| 3   | Autorenkollektiv                                           | Streifzüge durch die Mathematik. Band 1                                                                                      | Urania                 | 1965                            |                                                                               |
| 4   | Ernst Hameister                                            | Geometrische Konstruktionen und Beweise in der Ebene                                                                         | Teubner                | 1966                            |                                                                               |
| 5   | Jan Vyšín                                                  | Methoden zur Lösung mathematischer Aufgaben                                                                                  | Teubner                | 1972                            |                                                                               |
| 6   | Walther Lietzmann                                          | Der pythagoreische Lehrsatz. Mit einem Ausblick auf das Fermatsche Problem                                                   | Teubner                | 1965 (7. Aufl., 1. Aufl. 1912)  |                                                                               |
| 7   | Tamás Varga                                                | Mathematische Logik für Anfänger. Teil 1: Aussagenlogik                                                                      | Volk und Wissen        | 1966 (2. Aufl., 1. Aufl. 1964)  |                                                                               |
| 8   | Ilja S. Sominski                                           | Die Methode der vollständigen Induktion                                                                                      | DVW                    | 1971 (10. Aufl., 1. Aufl. 1954) | Hochschulbücher für Mathematik, Kleine Ergänzungsreihe, 3                     |
| 9   | Pawel P. Korowkin                                          | Ungleichungen | DVW                    | 1970 (6. Aufl., 1. Aufl. 1954)  | Hochschulbücher für Mathematik, Kleine Ergänzungsreihe, 4                     |
| 10  | Boris W. Gnedenko Alexander J. Chintschin                  | Elementare Einführung in die Wahrscheinlichkeitsrechnung                                                                     | DVW                    | 1973 (9. Aufl., 1. Aufl. 1955)  | Hochschulbücher für Mathematik, Kleine Ergänzungsreihe, 8                     |
| 11  | Walther Lietzmann                                          | Wo steckt der Fehler? Mathematische Trugschlüsse und Warnzeichen                                                             | Teubner                | 1966 (4. Aufl., 1. Aufl. 1913)  |                                                                               |
| 12  | Walther Lietzmann                                          | Altes und Neues vom Kreis | Teubner                | 1966 (4. Aufl., 1. Aufl. 1935)  |                                                                               |
| 13  | Walther Lietzmann                                          | Riesen und Zwerge im Zahlenreich                                                                                             | Teubner                | 1966 (7. Aufl., 1. Aufl. 1916)  |                                                                               |
| 14  | Maximilian Miller                                          | Rechenvorteile | Teubner                | 1966 (3. Aufl., 1. Aufl. 1963)  | Kleine Naturwissenschaftliche Bibliothek Reihe Mathematik, 3                  |
| 15  | Isidor P. Natanson                                         | Einfachste Maxima- und Minima-Aufgaben                                                                                       | DVW                    | 1972 (5. Aufl., 1. Aufl. 1955)  | Hochschulbücher für Mathematik, Kleine Ergänzungsreihe, 9                     |
| 16  | Isidor P. Natanson                                         | Summierung unendlich kleiner Größen. Einführung in die Integralrechnung                                                      | DVW                    | 1969 (3. Aufl., 1. Aufl. 1955)  | Hochschulbücher für Mathematik, Kleine Ergänzungsreihe, 12                    |
| 17  | Jakov S. Dubnow                                            | Fehler in geometrischen Beweisen                                                                                             | DVW                    | 1967 (3. Aufl., 1. Aufl. 1958)  | Hochschulbücher für Mathematik, Kleine Ergänzungsreihe, 19                    |
| 18  | Jewgeni B. Dynkin Wladimir A. Uspenski                     | Mathematische Unterhaltungen Teil 1: Mehrfarbenprobleme                                                                      | DVW                    | 1966 (3. Aufl., 1. Aufl. 1955)  | Hochschulbücher für Mathematik, Kleine Ergänzungsreihe, 13                    |
| 19  | Nikolai N. Worobjow                                        | Die Fibonaccischen Zahlen | DVW                    | 1971 (2. Aufl., 1. Aufl. 1954)  | Hochschulbücher für Mathematik, Kleine Ergänzungsreihe, 1                     |
| 20  | Jewgeni B. Dynkin Wladimir A. Uspenski                     | Mathematische Unterhaltungen Teil 2: Aufgaben aus der Zahlentheorie                                                          | DVW                    | 1966 (3. Aufl., 1. Aufl. 1956)  | Hochschulbücher für Mathematik, Kleine Ergänzungsreihe, 14                    |
| 21  | Alexander G. Kurosch                                       | Algebraische Gleichungen beliebigen Grades                                                                                   | DVW                    | 1965 (3. Aufl., 1. Aufl. 1954)  | Hochschulbücher für Mathematik, Kleine Ergänzungsreihe, 6                     |
| 22  | Alexander O. Gelfond                                       | Die Auflösung von Gleichungen in ganzen Zahlen (Diophantische Gleichungen)                                                   | DVW                    | 1968 (4. Aufl., 1. Aufl. 1954)  | Hochschulbücher für Mathematik, Kleine Ergänzungsreihe, 5                     |
| 23  | Igor R. Schafarewitsch                                     | Über die Auflösung von Gleichungen höheren Grades (Sturmsche Methode)                                                        | DVW                    | 1965 (2. Aufl., 1. Aufl. 1956)  | Hochschulbücher für Mathematik, Kleine Ergänzungsreihe, 17                    |
| 24  | Autorenkollektiv                                           | Streifzüge durch die Mathematik. Band 2                                                                                      | Urania                 | 1966                            |                                                                               |
| 25  | Alexei I. Markuschewitsch                                  | Rekursive Folgen | DVW                    | 1968 (2. Aufl., 1. Aufl. 1955)  | Hochschulbücher für Mathematik, Kleine Ergänzungsreihe, 11                    |
| 26  | Jewgeni B. Dynkin Wladimir A. Uspenski                     | Mathematische Unterhaltungen Teil 3: Aufgaben aus der Wahrscheinlichkeitsrechnung: Irrfahrten (Markoffsche Ketten)           | DVW                    | 1966 (3. Aufl., 1. Aufl. 1956)  | Hochschulbücher für Mathematik, Kleine Ergänzungsreihe, 15                    |
| 27  | Hugo Steinhaus                                             | 100 Aufgaben. 100 Probleme aus der elementaren Mathematik                                                                    | Urania                 | 1968                            |                                                                               |
| 28  | Jakow I. Perelman                                          | Unterhaltsame Geometrie | Volk und Wissen        | 1963 (3. Aufl., 1. Aufl. 1954)  |                                                                               |
| 29  | Jakow I. Perelman                                          | Unterhaltsame Algebra | Volk und Wissen        | 1965                            |                                                                               |
| 30  | A. A. Kolosow                                              | Kreuz und quer durch die Mathematik                                                                                          | Volk und Wissen        | 1963                            |                                                                               |
| 31  | Lew P. Teplow                                              | Grundriss der Kybernetik | Volk und Wissen        | 1966                            |                                                                               |
| 33  | Horst Belkner                                              | Determinanten | Teubner                | 1968                            | ISBN 3-322-00381-7 (4. Aufl., 1987)                                           |
| 34  | Lilly Görke (Hrsg.)                                        | Rund um die Mathematik | Kinderbuchverlag       | 1968                            |                                                                               |
| 35  | Hanns H. F. Schmidt                                        | Kein Ärger mit der Algebra                                                                                                   | Kinderbuchverlag       | 1966                            |                                                                               |
| 36  | Eberhard Lehmann                                           | Übungen für junge Mathematiker. Teil 1: Zahlentheorie                                                                        | Teubner                | 1968                            |                                                                               |
| 37  | Günter Grosche                                             | Übungen für junge Mathematiker. Teil 2: Elementargeometrie                                                                   | Teubner                | 1969                            |                                                                               |
| 38  | Gerhard Kleinfeld                                          | Übungen für junge Mathematiker. Teil 3: Ungleichungen                                                                        | Teubner                | 1969                            |                                                                               |
| 39  | Włodzimierz Krysicki                                       | Zählen und rechnen einst und jetzt                                                                                           | Teubner                | 1968                            |                                                                               |
| 40  | Jiří Sedláček                                              | Einführung in die Graphentheorie                                                                                             | Teubner                | 1968                            |                                                                               |
| 41  | Israel M. Gelfand Elena G. Glagolewa Alexander A. Kirillow | Die Koordinatenmethode | Teubner                | 1968                            |                                                                               |
| 42  | Alexei I. Markuschewitsch                                  | Komplexe Zahlen und konforme Abbildungen                                                                                     | DVW                    | 1973 (4. Aufl., 1. Aufl. 1956)  | Hochschulbücher für Mathematik, Kleine Ergänzungsreihe, 16                    |
| 43  | Alexei I. Markuschewitsch                                  | Flächeninhalte und Logarithmen                                                                                               | DVW                    | 1977 (4. Aufl., 1. Aufl. 1955)  | Hochschulbücher für Mathematik, Kleine Ergänzungsreihe, 10                    |
| 44  | Emil Donath                                                | Die merkwürdigen Punkte und Linien des ebenen Dreiecks                                                                       | DVW                    | 1968                            | Hochschulbücher für Mathematik, Kleine Ergänzungsreihe, 20                    |
| 45  | Tiberiu Roman                                              | Reguläre und halbreguläre Polyeder                                                                                           | DVW                    | 1986 (2. Aufl., 1. Aufl. 1968)  | Hochschulbücher für Mathematik, Kleine Ergänzungsreihe, 21 ISBN 3-326-00192-4 |
| 46  | Rudolf Bittner et al.                                      | Kompendium der Mathematik | Volk und Wissen        | 1971 (4. Aufl., 1. Aufl. 1968)  |                                                                               |
| 47  | Eberhard Lehmann                                           | Lineare Optimierung für junge Mathematiker                                                                                   | Teubner                | 1970                            |                                                                               |
| 48  | Horst Belkner                                              | Matrizen | Teubner                | 1970                            | ISBN 3-322-00302-7 (5. Aufl., 1989) Inhaltsverzeichnis                        |
| 49  | Wolfgang May                                               | Differentialgleichungen | Teubner                | 1971                            |                                                                               |
| 50  | Ilja M. Sobol                                              | Die Monte-Carlo-Methode | DVW                    | 1971                            | Hochschulbücher für Mathematik, Kleine Ergänzungsreihe, 22                    |
| 51  | Otakar Zich Ernest Kolman                                  | Unterhaltsame Logik | Teubner                | 1970                            |                                                                               |
| 52  | Nikolai N. Worobjow                                        | Teilbarkeitskriterien | DVW                    | 1972                            | Hochschulbücher für Mathematik, Kleine Ergänzungsreihe, 24                    |
| 53  | Klaus Freyer Rainer Gaebler Werner Möckel                  | Gut gedacht ist halb gelöst. 200 Knobeleien                                                                                  | Urania                 | 1972                            | ISBN 3-332-00121-3 (7. Aufl., 1987)                                           |
| 54  | Erich Bürger Gerhard Wittmar                               | Was ist, was soll Datenverarbeitung                                                                                          | Urania                 | 1969                            |                                                                               |
| 55  | Ludwik Cendrowski                                          | Die Bande der unsichtbaren Hand                                                                                              | Kinderbuchverlag       | 1970 (2. Aufl., 1. Aufl. 1965)  |                                                                               |
| 56  | Reinhard Göttner                                           | Was ist, was soll Operationsforschung                                                                                        | Urania                 | 1970                            |                                                                               |
| 57  | Waldemar Dege                                              | EDV. Maschinelles Rechnen. Ein Streifzug durch Rechentechnik und Datenverarbeitung                                           | Urania                 | 1971                            |                                                                               |
| 58  | Israel M. Gelfand Elena G. Glagolewa Emmanuil E. Schnol    | Funktionen und ihre graphische Darstellung                                                                                   | Teubner                | 1971                            |                                                                               |
| 59  | Lev A. Kaloujnine                                          | Primzahlzerlegung | DVW                    | 1971                            | Hochschulbücher für Mathematik, Kleine Ergänzungsreihe, 23                    |
| 60  | Boris Trakhtenbrot                                         | Wieso können Automaten rechnen? Eine Einführung in die logisch-mathematischen Grundlagen programmgesteuerter Rechenautomaten | DVW                    | 1971 (6. Aufl., 1. Aufl. 1959)  |                                                                               |
| 61  | Wladimir G. Boltjanski Israel Z. Gochberg                  | Sätze und Probleme der kombinatorischen Geometrie                                                                            | DVW                    | 1972                            | Hochschulbücher für Mathematik, Kleine Ergänzungsreihe, 25                    |
| 62  | Tamás Varga                                                | Mathematische Logik für Anfänger. Teil 2: Prädikatenlogik                                                                    | Volk und Wissen        | 1973                            |                                                                               |
| 63  | Gert Maibaum                                               | Wahrscheinlichkeitsrechnung                                                                                                  | Volk und Wissen        | 1980 (3. Aufl., 1. Aufl. 1971)  | ISBN 3-06-001811-1 (5. Aufl., 1990)                                           |
| 64  | Naum J. Wilenkin                                           | Unterhaltsame Mengenlehre | Teubner                | 1972                            |                                                                               |
| 65  | Horst Belkner                                              | Metrische Räume | Teubner                | 1972                            |                                                                               |
| 66  | Hans Jäckel                                                | Mathematik heute | Urania                 | 1972                            |                                                                               |
| 67  | Jiří Sedláček                                              | Keine Angst vor Mathematik                                                                                                   | Fachbuchverlag Leipzig | 1968                            |                                                                               |
| 68  | Peter Schreiber                                            | Die Mathematik und ihre Geschichte im Spiegel der Philatelie                                                                 | Teubner                | 1980                            |                                                                               |
| 69  | Johannes Gronitz                                           | Praktische Mathematik | Volk und Wissen        | 1975                            |                                                                               |
| 70  | Alfred Hilbert                                             | Matrizenrechnung | Volk und Wissen        | 1975                            |                                                                               |
| 71  | Oskar Mader Dietrich Richter                               | Wissensspeicher Mathematik. Das Wichtigste bis zum Abitur in Stichworten und Übersichten                                     | Volk und Wissen        | 1979 (3. Aufl., 1. Aufl. 1976)  | ISBN 3-06-001718-2 (Neuaufl., 1991) Inhaltsverzeichnis                        |
| 72  | Hugo Steinhaus                                             | 100 neue Aufgaben. 100 Probleme aus der elementaren Mathematik                                                               | Urania                 | 1973                            |                                                                               |
| 73  | Maximilian Miller                                          | Gelöste und ungelöste mathematische Probleme                                                                                 | Teubner                | 1973                            |                                                                               |
| 74  | Aleksandr S. Solodownikow                                  | Lineare Ungleichungssysteme                                                                                                  | DVW                    | 1973                            | Hochschulbücher für Mathematik, Kleine Ergänzungsreihe, 27                    |
| 75  | Lidia I. Golowina Isaak M. Jaglom                          | Vollständige Induktion in der Geometrie                                                                                      | DVW                    | 1973                            | Hochschulbücher für Mathematik, Kleine Ergänzungsreihe, 26                    |
| 76  | Manfred Rehm                                               | Zahl, Menge, Gleichung | Kinderbuchverlag       | 1973                            | Mein kleines Lexikon                                                          |
| 77  | Johannes Lehmann                                           | Kurzweil durch Mathe | Urania                 | 1980                            |                                                                               |
| 78  | Boris A. Kordemski                                         | Köpfchen, Köpfchen! Mathematik zur Unterhaltung, …                                                                           | Urania                 | 1974 (10. Aufl., 1. Aufl. 1963) |                                                                               |
| 79  | Heinz Glade Karl Manteuffel                                | Am Anfang stand der Abacus. Aus der Kulturgeschichte der Rechengeräte                                                        | Urania                 | 1973                            |                                                                               |
| 80  | Isabella G. Baschmakowa                                    | Diophant und Diophantische Gleichungen                                                                                       | DVW                    | 1974                            | Hochschulbücher für Mathematik, Kleine Ergänzungsreihe, 28                    |
| 81  | Herbert Pieper                                             | Zahlen aus Primzahlen. Eine Einführung in die Zahlentheorie                                                                  | DVW                    | 1974                            | Hochschulbücher für Mathematik, Kleine Ergänzungsreihe, 29                    |
| 82  | Johannes Lehmann                                           | Mathe mit Pfiff | Urania                 | 1975                            | Akzent, 9                                                                     |
| 83  | Isaak M. Jaglom                                            | Ungewöhnliche Algebra | Teubner                | 1976                            |                                                                               |
| 84  | Horst Belkner                                              | Reelle Vektorräume | Teubner                | 1974                            |                                                                               |
| 85  | Frank Stahl Erika Wenzel                                   | Elektronische Datenverarbeitung                                                                                              | Volk und Wissen        | 1975                            |                                                                               |
| 86  | Peter Fischer Reinhard Göttner Reinhard Krieg              | Was ist, was kann Statistik?                                                                                                 | Urania                 | 1975                            |                                                                               |
| 87  | Peter Borneleit                                            | Übungen für junge Mathematiker. Teil 4: Gleichungen                                                                          | Teubner                | 1976                            |                                                                               |
| 88  | Ernest Kolman                                              | Die vierte Dimension | Teubner                | 1975                            |                                                                               |
| 89  | Klaus-Dieter Drews                                         | Lineare Gleichungssysteme und lineare Optimierungsaufgaben                                                                   | DVW                    | 1975                            | Hochschulbücher für Mathematik, Kleine Ergänzungsreihe, 30                    |
| 90  | László Lovász Katalin L. Vesztergombi József Pelikán       | Kombinatorik | Teubner                | 1977                            |                                                                               |
| 91  | Manfred Rehm                                               | Strecke, Kreis, Zylinder | Kinderbuchverlag       | 1977                            | Mein kleines Lexikon                                                          |
| 92  | Günter Fanghänel Herbert Vockenberg                        | Arbeiten mit Mengen | Volk und Wissen        | 1978                            | ISBN 3-06-001710-7 (6. Aufl., 1988)                                           |
| 93  | Kurt Fehringer                                             | Näherungsrechnen, Gleichungen, Ungleichungen. Einige Probleme der praktischen Mathematik                                     | Volk und Wissen        | 1978                            | ISBN 3-06-001715-8 (5. Aufl., 1987) Inhaltsverzeichnis                        |
| 94  | Heinz Lohse                                                | Elementare Statistik | Volk und Wissen        | 1983                            | ISBN 978-3-06-001716-4 (2. Aufl., 1989)                                       |
| 95  | Isaj L. Kantor Aleksandr S. Solodownikow                   | Hyperkomplexe Zahlen | Teubner                | 1978                            |                                                                               |
| 96  | Aleksandr S. Smogorževskij                                 | Lobatschewskische Geometrie                                                                                                  | Teubner                | 1978                            |                                                                               |
| 97  | Lothar Berg                                                | Differenzengleichungen zweiter Ordnung mit Anwendungen                                                                       | DVW                    | 1979                            | Hochschulbücher für Mathematik, Kleine Ergänzungsreihe, 31                    |
| 98  | Peter Ruben                                                | Philosophie und Mathematik                                                                                                   | Teubner                | 1979                            |                                                                               |
| 99  | Rüdiger Thiele                                             | Mathematische Beweise | Teubner                | 1979                            | ISBN 3-322-00299-3 (5. Aufl., 1988)                                           |
| 100 | Johannes Lehmann                                           | 2 mal 2 plus Spaß dabei | Volk und Wissen        | 1981                            | ISBN 3-06-001721-2 (6. Aufl., 1990)                                           |
| 101 | Gerschon I. Drinfeld                                       | Quadratur des Kreises und Transzendenz von π                                                                                 | DVW                    | 1980                            | Hochschulbücher für Mathematik, Kleine Ergänzungsreihe, 32                    |
| 102 | Béla Andrásfai et al.                                      | Mathematisches Mosaik | Urania                 | 1980 (2. Aufl., 1. Aufl. 1977)  |                                                                               |
| 103 | Erhard Quaisser Hans-Jürgen Sprengel                       | Räumliche Geometrie | DVW                    | 1981                            |                                                                               |
| 104 | Alois Kufner                                               | Raum und Entfernung. Wie man in der Mathematik misst                                                                         | Teubner                | 1981                            |                                                                               |
| 105 | Benno Klotzek                                              | Einführung in die Differentialgeometrie. Teil 1                                                                              | DVW                    | 1981                            |                                                                               |
| 106 | Eberhard Schröder                                          | Mathematik im Reich der Töne                                                                                                 | Teubner                | 1982                            | ISBN 3-322-00476-7 (4. Aufl., 1990) Inhaltsverzeichnis                        |
| 107 | Herbert Kästner Peter Göthner                              | Algebra – aller Anfang ist leicht                                                                                            | Teubner                | 1983                            | ISBN 3-322-00382-5 (4. Aufl., 1989)                                           |
| 108 | Benno Klotzek                                              | Einführung in die Differentialgeometrie. Teil 2                                                                              | DVW                    | 1983                            |                                                                               |
| 109 | Horst Belkner Siegfried Brehmer                            | Riemannsche Integrale | DVW                    | 1984                            |                                                                               |
| 110 | Herbert Pieper                                             | Die komplexen Zahlen. Theorie – Praxis – Geschichte                                                                          | DVW                    | 1984                            |                                                                               |
| 112 | Lev D. Kudrjawzew                                          | Gedanken über moderne Mathematik und ihr Studium                                                                             | Teubner                | 1983                            |                                                                               |
| 113 | Horst Belkner Siegfried Brehmer                            | Lebesguesche Integrale | DVW                    | 1984                            |                                                                               |
| 114 | Hans-Jürgen Sprengel Otto Wilhelm                          | Funktionen und Funktionalgleichungen                                                                                         | DVW                    | 1984                            |                                                                               |
| 115 | A. A. Belski Lev A. Kaloujnine                             | Division mit Rest | DVW                    | 1982                            |                                                                               |
| 116 | Erhard Quaisser                                            | Bewegungen in der Ebene und im Raum                                                                                          | DVW                    | 1983                            |                                                                               |
| 117 | Gert Höfner Wolfgang Klein                                 | Wahrscheinlich ganz einfach. Mathematik zwischen Astrologie und Trendrechnung                                                | Urania                 | 1983                            | (in der DNB mit Nr. 66 angegeben)                                             |
| 118 | Rózsa Péter                                                | Das Spiel mit dem Unendlichen. Mathematik für Außenstehende                                                                  | Teubner                | 1984 (5. Aufl., 1. Aufl. 1955)  |                                                                               |
| 119 | Włodzimierz Krysicki                                       | Keine Angst vor x und y. Quadratische Gleichungen und Gleichungssysteme                                                      | Teubner                | 1984                            | ISBN 3-322-00411-2 (2. Aufl., 1987)                                           |
| 120 | M. W. Bogdanowitsch                                        | Rechnen mit Buratino | Volk und Wissen        | 1988                            | ISBN 3-06-001724-7                                                            |
| 121 | Johannes Lehmann                                           | 3 plus 8 und mitgemacht. Unterhaltsame Mathematik                                                                            | Volk und Wissen        | 1985                            | ISBN 3-06-001722-0 (4. Aufl., 1990)                                           |
| 122 | Benno Klotzek et al.                                       | Kombinieren, parkettieren, färben                                                                                            | DVW                    | 1985                            |                                                                               |
| 123 | Johann Christoph Schäfer                                   | Die Wunder der Rechenkunst                                                                                                   | Volk und Wissen        | 1983                            | Nachdruck der 8. Auflage von 1857 bei Voigt, Weimar                           |
| 124 | Lev A. Kaloujnine Vitalij I. Suščanskij                    | Transformationen und Permutationen                                                                                           | DVW                    | 1986                            |                                                                               |
| 125 | Monika Dewess Günter Dewess (Hrsg.)                        | Summa summarum. Kostproben unterhaltsamer Mathematik                                                                         | Teubner                | 1986                            | ISBN 3-322-00297-7 (3. Aufl., 1989) Inhaltsverzeichnis                        |
| 126 | Ilja S. Sominski Lidia I. Golowina Isaak M. Jaglom         | Die vollständige Induktion                                                                                                   | DVW                    | 1986                            | ISBN 3-326-00006-5 ISBN 3-326-00671-3 (2. Aufl., 1991) Inhaltsverzeichnis     |
| 127 | Erhard Quaisser Hans-Jürgen Sprengel                       | Extrema | DVW                    | 1986                            | ISBN 3-326-00010-3                                                            |
| 128 | Eberhard Schröder                                          | Kartenentwürfe der Erde. Kartographische Abbildungsverfahren aus mathematischer und historischer Sicht                       | Teubner                | 1988                            | ISBN 3-322-00479-1 Inhaltsverzeichnis                                         |
| 129 | Wladimir G. Boltjanski Vadim A. Efremovitsch               | Anschauliche kombinatorische Topologie                                                                                       | DVW                    | 1986                            | ISBN 3-326-00008-1 Inhaltsverzeichnis                                         |
| 130 | Johannes Lehmann                                           | Mathematik – von der Pflicht zur Kür. Prüfungs- und Übungsaufgaben, Knobeleien und Lösungshinweise                           | Teubner                | 1987                            | ISBN 3-322-00379-5                                                            |
| 131 | Johannes Lehmann (Hrsg.)                                   | Rechnen und Raten. Ein unterhaltsames Mathe-Magazin                                                                          | Volk und Wissen        | 1987                            | ISBN 3-06-001726-3                                                            |
| 133 | Gert Höfner                                                | Das Tor zur höheren Mathematik                                                                                               | Urania                 | 1988 (2. Aufl., 1. Aufl. 1987)  | ISBN 3-332-00117-5                                                            |
| 134 | Günter Fanghänel                                           | Mein Freund der Taschenrechner                                                                                               | Volk und Wissen        | 1988                            | ISBN 3-06-001727-1                                                            |
| 135 | Herbert Pieper                                             | Heureka, ich hab’s gefunden. 55 historische Aufgaben der Elementarmathematik                                                 | DVW                    | 1988                            | ISBN 3-326-00364-1 ISBN 3-326-00693-4 (2. Aufl., 1991)                        |
| 136 | Juri A. Šaškin                                             | Ecken, Flächen, Kanten. Die Eulersche Charakteristik                                                                         | DVW                    | 1989                            | ISBN 3-326-00510-5                                                            |
| 137 | Erhard Quaisser Hans-Jürgen Sprengel                       | Geometrie in Ebene und Raum                                                                                                  | DVW                    | 1989                            | ISBN 3-326-00508-3                                                            |
| 138 | Serge Lang                                                 | Faszination Mathematik. Ein Wissenschaftler stellt sich der Öffentlichkeit                                                   | Teubner                | 1989                            | ISBN 3-322-00475-9 Inhaltsverzeichnis                                         |
| 139 | Wolfgang Engel (Hrsg.)                                     | Mathematik in Aufgaben. … Olympiade Junger Mathematiker der DDR                                                              | DVW                    | 1990                            | ISBN 3-326-00505-9                                                            |
| 140 | Jürgen Flachsmeyer Uwe Feiste Karl Manteuffel              | Mathematik und ornamentale Kunstformen                                                                                       | Teubner                | 1990                            | ISBN 3-322-00679-4 (in der DNB mit Nr. 148 angegeben)                         |